# Jochen Verschl
Joachim „Jochen“ Verschl (* 18. Juni 1956 in Baden-Baden) ist ein ehemaliger deutscher Leichtathlet, der sich auf den Weitsprung spezialisiert hatte.

## Sportliche Karriere
Jochen Verschl begann beim SC Baden-Baden und wechselte dann zum VfB Stuttgart.
Bei den Deutschen Meisterschaften 1977 in Hamburg und 1978 in Köln gewann er den Wettbewerb im Weitsprung. 1980 in Hannover wurde er Dritter. Seine Bestleistung von 8,04 Meter sprang Verschl am 10. Juni 1979 in Fürth.
Bereits 1973 bei den Junioreneuropameisterschaften in Duisburg erkämpfte Verschl die Silbermedaille hinter Frank Wartenberg aus der DDR. Zwei Jahre später bei den Junioreneuropameisterschaften in Athen belegte Verschl erneut den zweiten Platz, diesmal hinter dem Polen Leszek Dunecki. Bei den Europameisterschaften 1978 in Prag erreichte Verschl das Weitsprungfinale und belegte mit 7,89 Meter den fünften Platz, wobei bei gleicher Weite mit Walerij Pidluschnyj aus der Sowjetunion der zweitbeste Sprung zugunsten von Verschl entschied. Insgesamt trat Verschl von 1976 bis 1981 zwölfmal im Nationaltrikot an.
Jochen Verschl absolvierte ein Medizinstudium und wurde später Unfallarzt.